# Hodierne de Jérusalem
Hodierne de Jérusalem (Odièrna de Jerusalèm en occitan) née vers 1110 et morte vers 1164, est une comtesse de Tripoli au XIIe siècle. Elle est la fille de Baudouin II, roi de Jérusalem, et de Morfia de Malatya.

## Biographie

### Famille
Mi-franque par son père, mi-arménienne par sa mère, Hodierne de Jérusalem est une personnalité extrêmement importante du royaume de Jérusalem. Pour cette raison, Raymond II de Toulouse, comte de Tripoli de 1137 à 1152, se marie avec elle en 1131. Ils ont ensemble deux enfants : Raymond III, comte de Tripoli († 1187) et Mélisende.

### Littérature occitane
Elle est fréquemment citée dans les textes de Jaufré Rudel, troubadour aquitain. Elle apparaît dans sa chanson l'Amor de Lonh (en français « l'Amour lointain ») où le poète tombe amoureux de cette dernière sur le récit des pèlerins. Selon ce texte, il prend la mer pour rejoindre Tripoli mais tombe malade lors du voyage et finit par mourir, à son arrivée, dans les bras d'Hodierne.